# تربية الحيوان

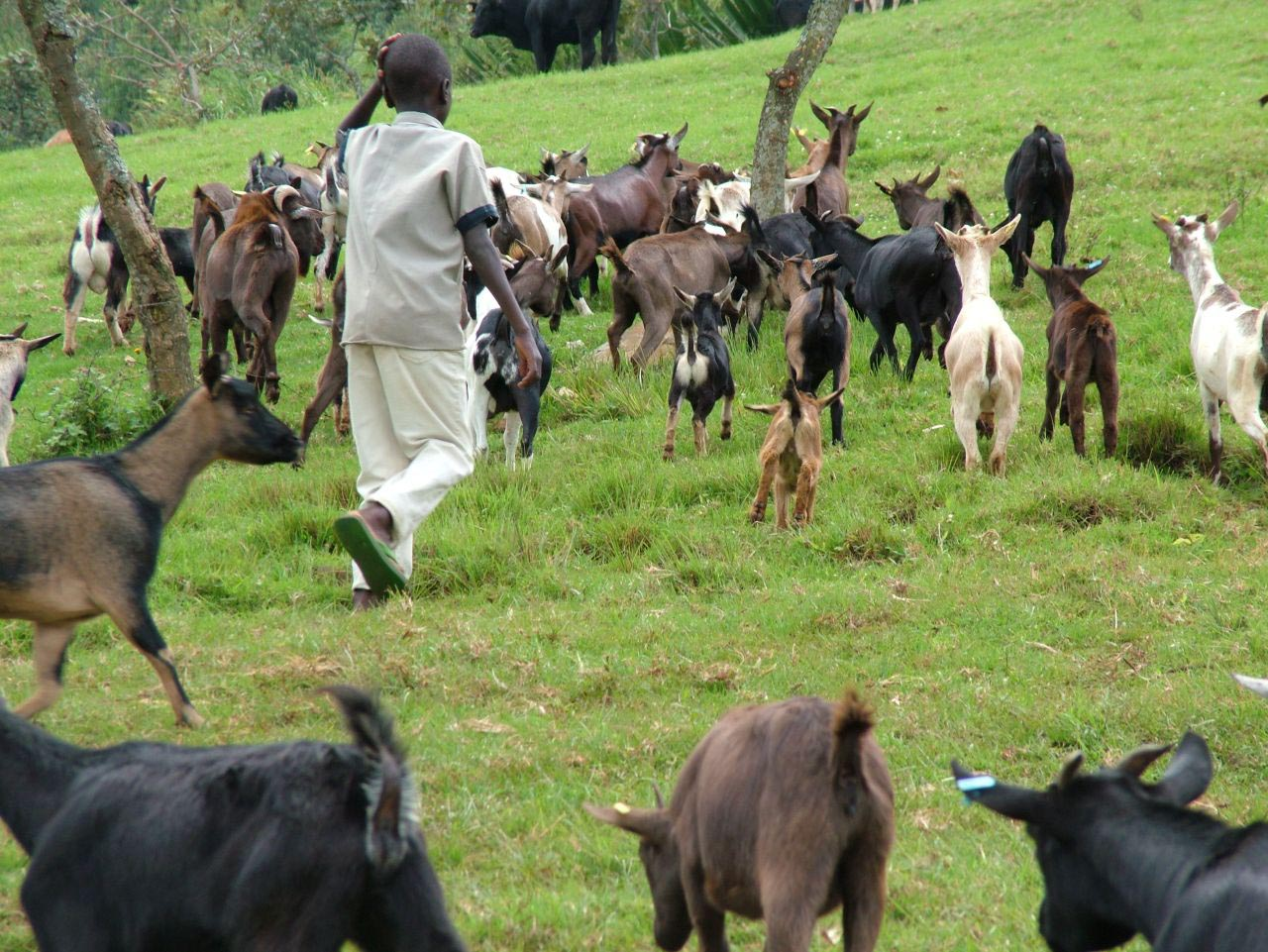
صبي يَرعى ماشية في الكونغو.

الرعي أو تربية الحيوانات أو الزراعة الحيوانية هو علم الاعتناء بالحيوانات الداجنة وتوليدها، بما في ذلك الأبقار والأحصنة والدجاج والماعز أو أي حيوان آخر يُستخدم كمصدر للطعام أو الموارد. تربية الحيوانات هي من أقدم حرف البشر، فقد ظهرت منذ قديم العصور بعد الثورة النيوليثية عندما استقرّ البشر وتركوا الصيد، ولا زالت منتشرة حول العالم حتى اليوم وتعد الحرفة الأساسية التي يَعتمد عليها ملايين الأشخاص للبقاء.

## التاريخ

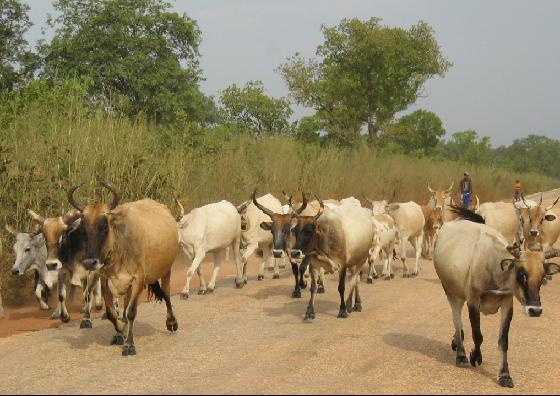
قطيع أبقار في دولة غامبيا الإفريقية.

مارس البشر حرفة التربية الحيوانية منذ آلاف السنين، منذ أن بدؤوا أولى محاولات استئناس الحيوانات.
أما في الأوقات الحديثة نسبياً فقد استأنس رعاة البقر في أمريكا الشمالية والكارووات في المكسيك والفاكيورز والغاوشوس والهاوسوس في أمريكا الجنوبية والمزارعون في أستراليا الأحصنة واستخدموها لرعاية قطعانهم والتنقل عليها، وهم يَستخدمون أيضاً في بعض الأحيان وسائل حديثة لعمل ذلك اعتماداً على طبيعة الأرض والحيوانات المَرعية.
أما اليوم فكثيراً ما يَعتني مربوا ويَهتمون بقطعان تتكون من آلاف الحيوانات. تتضمن العديد من المزارع والمحطات والحظائر أيضاً مربين ومتخصصين بصحة الحيوانات وغذائها وحلبها للمساعدة على الاعتناء بالحيوانات. أيضاً كثيراً ما تستخدم بعض التقنيات الحديثة مثل التخصيب الصناعي ونقل الأجنة، وهي لا تستخدم كطرق لضمان ولادة الأنثى فحسب، لكن أيضاً لتحسين نسل القطيع ومورثاته. وربما يَتم هذا بنقل الجنين من أنثى منخفضة الجودة وازدراعه في أخرى ذات نسل أفضل - وإتاحة إعادة التلقيح بذلك للأنثى منخفضة الجودة. تزيد هذه العملية كثيراً من عدد الحيوانات الوليدة، وهو أمر ربما يُسببه اصطفاء صغير للحيوانات منخفضة الجودة. وهذا يُحسن بدوره قدرة الحيوانات على تحويل غذائها إلى لحم وحليب وألياف، ويُحسن أيضاً جودة المنتجات الحيوانية المُختلفة.

## طالع أيضًا
- التبني (الزراعة وتربية الماشية)
- معلف
- علم آثار الحيوان
- تسمين الماشية
- قطاع رئيسي للاقتصاد
- حشو أمعاء

## وصلات إضافية
- Saltini Antonio, Storia delle scienze agrarie, 4 vols, Bologna 1984-89, ISBN 88-206-2412-5, ISBN 88-206-2413-3, ISBN 88-206-2414-1, ISBN 88-206-2414-X
- Clutton Brock Juliet, The walking larder. Patterns of domestication, pastoralism and predation, Unwin Hyman, London 1988
- Clutton Brock Juliet, Horse power: a history of the horse and donkey in human societies, National history Museum publications, London 1992
- Fleming G., Guzzoni M., Storia cronologica delle epizoozie dal 1409 av. Cristo sino al 1800, in Gazzetta medico-veterinaria, I-II, Milano 1871-72
- Hall S, Clutton Brock Juliet, Two hundred years of British farm livestock, Natural History Museum Publications, London 1988
- Janick Jules, Noller Carl H., Rhykerd Charles L., The Cycles of Plant and Animal Nutrition, in Food and Agriculture, Scientific American Books, San Francisco 1976
- Manger Louis N., A History of the Life Sciences, M. Dekker, New York, Basel 2002